# Aktiefrämjandet
Aktiefrämjandet är en oberoende svensk stiftelse som instiftades 1976 på Sveriges Aktiesparares Riksförbunds initiativ. Aktiefrämjandet har till uppgift att öka kännedomen och intresset hos allmänheten om aktien som sparform. Idag fokuserar Aktiefrämjandet sin verksamhet på utbildning av gymnasieelever i privatekonomi, sparande i aktier och aktiefonder. Det sker inom ramen för skolinformationsprojektet Ung Privatekonomi (tidigare Stock Venture) i samarbete med Unga Aktiesparare. Projektet finansieras av Aktiespararna, Fondbolagens Förening, NASDAQ OMX Stockholm, Svenska Fondhandlareföreningen. Holmen bidrar med papper till Ung Privatekonomis lärobok och Handelsbanken är med som partner.